# هاري باوم
هاري باوم (بالإنجليزية: Harry Baum)‏ هو مهندس مدني ومهندس أمريكي، ولد في 1874، وتوفي في 3 مارس 1950.